# Tribraco
Il tribraco (in greco antico: τρίβραχυς?, tríbrachys, composto da τρεῖς trêis, "tre", e βραχύς brachýs, "breve", ossia: "tre brevi") è un piede in uso nella metrica classica. Viene formato dalla successione di tre sillabe brevi (∪ ∪ ∪).
Quantitativamente equivalente al giambo e al trocheo (entrambi trimoraici), ne può costituire la soluzione di arsi e tesi in sillabe brevi (è possibile trovarlo, per esempio, sostituito a un giambo nel senario giambico).